# Henrik Elmgreen
Henrik Elmgreen (født 10. marts 1945) er en tidligere dansk leder, løbsarrangør og ekspertkommentator i dansk cykelsport og forfatter.
I 38 år var han en vital del af de danske seksdagesløb, først som speaker og siden som sportslig leder på Københavns Vinterbane i Forum og af Københavns seksdagesløb i Ballerup Super Arena. Han trak sig fra seksdagesløbet i 2011.
Henrik Elmgreen var endvidere frem til 1996 initiativtager og løbsarrangør af cykelløbet Danmark Rundt (det senere Post Danmark Rundt).
I 24 år (1991-2015) Henrik Elmgreen præsident for UIV (Union Internationale des Velodromes), som er de professionelle banearrangørers internationale sammenslutning. Ved fratrædelsen som præsident i januar 2015 blev han omgående udnævnt til unionens Ærespræsident.
I 1990´erne blev Henrik Elmgreen et kendt ansigt i hele Danmark,[kilde mangler] da han var fast studie-ekspert under TV2s daglige transmissioner fra Tour de France. 
Henrik Elmgreen var i 30 år redaktør af Danmarks Cykle Unions medlemsblad Cykel Sport, og har senere skrevet flere bøger, bl.a. Historien om Det Københavnske 6-dagesløb fra 2012.